# Eremodrina
Eremodrina là một chi bướm đêm thuộc họ Noctuidae.